# 麗人酒造

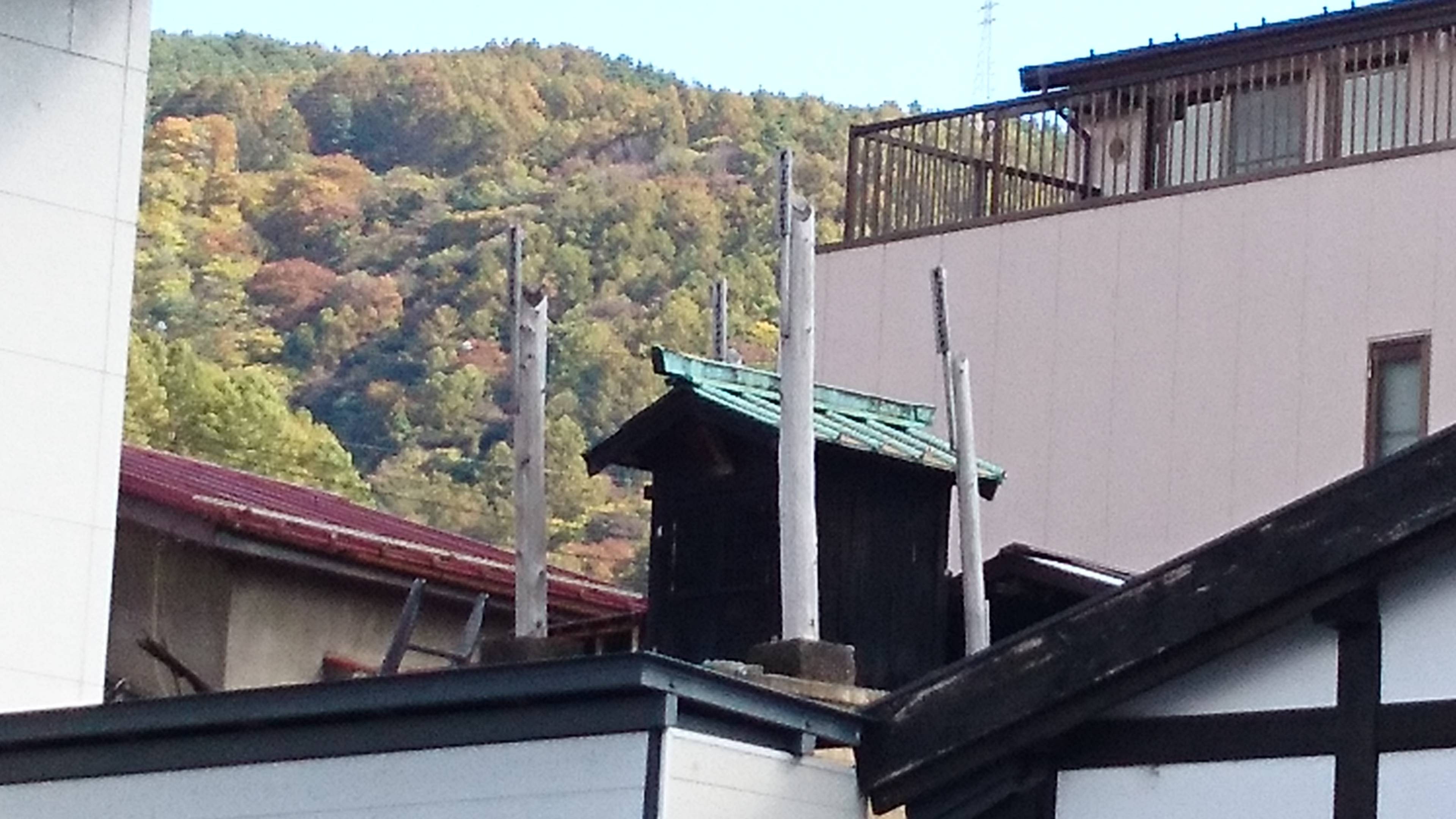
麗人酒造株式会社の祠と御柱

麗人酒造株式会社（れいじんしゅぞう）は、長野県諏訪市諏訪の酒類製造・販売業者。代表銘柄は社名と同じく『麗人』（れいじん）である。1789年（寛政元年）創業、現在の社名「麗人」は、終戦直後の1945年（昭和20年）、当時の社長により命名された。蔵の一画に、酒の神松尾大社の銘が入った大黒柱が残る。諏訪五蔵のひとつ｡

## 特色
直下にフォッサマグナ（中央大地溝帯）を抱える高原地帯である諏訪盆地にあり、一帯は、霧ヶ峰高原に降り注いだ雨が、長期間かけて地中で浄化され、伏流水となって流れている。その伏流水が、麗人酒造の蔵の中にある井戸には、毎分150リットル余り涌き出ていて、創業当時から日本酒造りに活用されている。
1974年（昭和49年）からは、醸造用糖類の使用を全面廃止し、本造りに限った酒造りを行う。代表銘柄の「麗人」には霧ヶ峰の伏流水と地元契約農家生産の酒米を用いている。1972年（昭和47年）に古酒の熟成を開始し、20年から25年の超長期熟成酒やシェリー酵母を用いた酒造りを行う。1999年（平成11年）からは、霧ヶ峰高原の伏流水のほかに諏訪地方の温泉を仕込水に使用して地ビールの醸造を開始した。
建物の屋根に豊川稲荷を奉る祠と御柱がある。麗人酒造のブログ『麗人蔵本だより』によれば、11月に御柱祭が行われる。

## 歴史
1789年（寛政元年）創業時の酒の神「松尾大社」の銘が入った大黒柱が残されており、長い歴史のある酒蔵である。会社設立は1947年(昭和22年)。1999年（平成11年）地ビール製造に乗り出し、銘柄は「諏訪浪漫（ろまん）ビール」。2011年（平成23年）6月27日に民事再生法の適用を申請、後に適用を受け、スポンサー企業に千曲錦酒造（佐久市）が決まり経営再建に取り組んでいる。2012年（平成24年）、本社事務所と売店の改装工事を行い、同時に缶ビールの製造ラインを導入し、従来からのボトル販売に加え、2013年2月から缶ビールの販売を開始している。

## 杜氏
杜氏の我流で、全量に一般米を使用した純米酒「杜氏の腕試し」を単年度限定で商品化するなど、個性的な酒造りに一役を担っている。ビールの製造責任者は藤森和彰。

## 製品

### 日本酒
従来は淡麗な辛口酒を製造していたが、近年では「飲み飽きしないやや辛口の熟成酒」をめざして、純米酒の占める割合が増えている。平均して3年間ほど寝かせた後に、出荷される。1994年（平成6年）、関東信越の290蔵で競われる第59回関東信越国税局酒類鑑評会で、最優秀賞（首席）を受賞。
- 「麗人」……主要銘柄で、純米吟醸、純米大吟醸、非加熱処理の生酒など酒類多数。「純米吟醸 麗人」、「吟醸 麗人辛口の極」は2013年から2018年にかけて6年連続でモンドセレクション金賞を受賞した[14][1]。
- 「大吟醸 希」……酒造好適米の最高峰とされる兵庫県産山田錦を39パーセントまで精米した、鑑評会出品用として醸造された。
- 「大吟醸 和寛」
- 「大吟醸ヴィンテージ」シリーズ

### 地ビール
「諏訪浪漫ビール」として、1999年（平成11年）8月から、3種類の地ビールを製造販売している。「ワールドビアカップ」のゴールデンエールorブロンドエール部門で、2016年に金賞、2018年に銅賞を受賞した。この品評会はBrewers Association（BA）が主催する世界最大規模のビール品評会で、2018年は米国テネシー州ナッシュビルのミュージックシティセンターで行われ、66ヶ国から8,234種のビールが出品されていた。製造にあたってはさわやかな味わいを追求し、ホップは控えめに、ドリンカブルで「おかわりしやすいビール」に仕上げたという。原材料は、カナダ産及びオースリラリア産の二条大麦の麦芽を100パーセント使用し、副原料は用いていない。ホップには、カナダ産のほか様々なホップを使用している。
- 「しらかば」2014年、モンドセレクションで銅賞を受賞。
- 「りんどう」2015年、モンドセレクションで金賞を受賞。インターナショナル・ビアカップ2016で金賞を受賞。
- 「くろゆり」2014年、モンドセレクションで金賞を受賞。